# 王鈞 (正德進士)
王鈞（？—？），字仲衡，山東濟陽衛人，軍籍，明朝政治人物。

## 生平
正德八年（1513年）癸酉科山東鄉試舉人，九年（1514年）甲戌科三甲第一百十五名進士。授推官，十四年（1519年）十一月授福建道試監察御史，十五年（1520年）五月實授。十六年（1521年）明世宗繼位，論劾司禮監太監魏彬與江彬結為姻親，內外盤據，再劾御馬監太監張忠等多人，以及巡撫宣府左僉都御史甯杲侵盜邊餉，均為江彬同黨，眾人皆被議處。嘉靖二年（1523年）巡按直隸，後出為江西按察司僉事。